# Muziekbibliotheek van de Omroep
De Muziekbibliotheek van de Omroep (afgekort: MCO-MB) was tot augustus 2013 een Nederlandse muziekbibliotheek en maakte deel uit van het Muziekcentrum van de Omroep, gevestigd in Hilversum.
De MCO-MB beheerde een grote collectie bladmuziek en boeken over muziek en was verantwoordelijk voor het beschikbaar stellen van muziekwerken aan het koor en de orkesten van het Muziekcentrum van de Omroep en aan omroepmedewerkers. De collectie vormt een afspiegeling van het gevarieerde repertoirebeleid van de Publieke Omroep vanaf de jaren twintig tot nu.

## Geschiedenis
De Muziekbibliotheek van de Omroep vindt haar oorsprong vóór de Tweede Wereldoorlog in de collecties bladmuziek en boeken van de vijf Nederlandse omroepverenigingen (AVRO, KRO, VARA, NCRV en VPRO) die Nederland destijds telde. In 1941 werd op last van de (Duitse) autoriteiten begonnen met de concentratie van de omroepverenigingen. Dit gold ook voor de muziekbibliotheken. Omdat die van de AVRO de grootste was, werden de collecties bijeengebracht in het AVRO-gebouw aan de 's-Gravelandseweg in Hilversum.
Vanwege ruimtegebrek en matige bewaarcondities werden in de jaren ’50 vele plannen gemaakt voor nieuwe huisvesting. Eind 1965 kon de Muziekbibliotheek - samen met de Fonotheek - haar intrek nemen in het Muziekpaviljoen op het Omroepkwartier (het huidige Media Park). In 1995 werd de Muziekbibliotheek ondergebracht in het voormalige VARA-gebouw aan de Heuvellaan, waar ook het inmiddels in het leven geroepen Muziekcentrum van de Omroep werd gevestigd. Sinds augustus 2013 is de muziekbibliotheek opgeheven als gevolg van opgelegde bezuinigingen.

## Collectie
De collectie gedrukte klassieke muziek (ruim 350.000 titels) is breed samengesteld en bestrijkt de gehele westerse muziekgeschiedenis van de Middeleeuwen tot heden. Alle genres en bezettingen zijn vertegenwoordigd. De collectie gedrukte lichte muziek (ca. 200.000 titels) bestaat voor een groot deel uit moderne songbooks, maar bevat ook vele uitgaven van amusementsmuziek uit de eerste helft van de 20e eeuw.
Een aparte categorie vormen de 180.000 handgeschreven arrangementen voor o.a. het Metropole Orkest. Van historisch belang zijn de vele radio- en televisietunes en de arrangementen voor de vele voormalige radio-ensembles. 
In de muziekbibliotheek bevinden zich ook boeken over muziek, naslagwerken en tijdschriften.
De collectie bevindt zich nog in Hilversum, als besloten onderdeel van de Stichting Omroep Muziek (SOM). Dankzij een subsidie van de Gemeente Hilversum kan de collectie sinds 2017 weer actief worden beheerd.

## Catalogus
Een groot deel van de collectie is ontsloten via een geautomatiseerd catalogussysteem. 
Sinds 1 april 2006 is deze online (zie externe link) toegankelijk en is het ook voor niet-omroepmedewerkers mogelijk kennis te nemen van de in de Muziekbibliotheek aanwezige bladmuziek en boeken. De catalogus beschikt over geavanceerde faciliteiten voor het zoeken naar repertoire. Op 1 november 2007 nam men tevens een Engelstalige versie in gebruik. Inmiddels biedt men ook een repertoirecatalogus aan waarin bladmuziek voor specifieke bezettingen kan worden gezocht.

## Muziekschatten
Sinds mei 2011 stelt de muziekbibliotheek ongeveer 5000 items uit haar collectie digitaal beschikbaar via een speciale website. Het betreft veelal unieke bladmuziek uit alle genoemde genres. Deze is gedigitaliseerd in het kader van de subsidieregeling Digitaliseren met beleid met het doel cultureel erfgoed te ontsluiten.
Dankzij een subsidie van het Ministerie van OCW en de Gemeente Hilversum werd in 2017 gestart met een nieuw digitaliseringsproject waarin nog een 55.000 handgeschreven bladmuziektitels konden worden gedigitaliseerd en beschikbaar gesteld. Dit betrof met name het repertoire van de diverse omroepensembles zoals dat in de jaren 1930-1980 op radio en televisie klonk.
In het kader van het erfgoedconserveringsprogramma Metamorfoze kon bovendien bladmuziek (circa 1200 titels) uit de Tweede Wereldoorlog publiek beschikbaar worden gesteld. Op dit moment (maart 2020) loopt een digitaliseringsproject rond salonmuziek (5500 titels), eveneens in het kader van Metamorfoze.